# Французская революция (фильм)
«Французская революция» (фр. La Révolution française) — высокобюджетный кинофильм в двух частях, с участием международного состава актёров, совместного производства Франции, Германии, Италии, Великобритании и Канады. Фильм был снят в 1988 году и вышел в 1989 году к 200-летию Великой французской революции. Продолжительность — 360 минут, телеверсия несколько длиннее.
В фильме излагается история Великой французской революции в период с созыва Генеральных Штатов до поражения и казни Робеспьера.
Первая часть «Годы света» (les Années lumière) снята французским режиссёром Робером Энрико. Вторая часть «Годы ужаса» (les Années terribles) снята американским режиссёром Ричардом Т. Хеффроном (англ. Richard T. Heffron).
Большинство главных персонажей в фильме играют не французские актёры, лишь Франсуа Клюзе исполнил роль Камиля Демулена.

## Сюжет

### Часть первая: «Годы Света»
1774 год. Париж. После смерти Людовика XV на престол Франции взошёл новый 20-летний король Людовик XVI. 17-летний Максимилиан Робеспьер — один из лучших учеников Лицея Людовика Великого, находящегося под покровительством короля, получает почётное право продекламировать длинное стихотворное приветствие на латыни новому королю у ворот лицея. Во время торжественного приветствия король сидит в карете, а юный Робеспьер читает восхваление, стоя под дождём в воротах лицея. Лошадь, преступив, забрызгивает оратора грязью. По окончании долгого приветствия, король, лишь махнув рукой, уезжает. Мокрый и грязный Робеспьер и его соученик Камилл Демулен поражены тем, что король им «даже слова не сказал» в ответ…
1788 год. Версаль. Людовик XVI на очередном празднестве наблюдает, как его жена Мария-Антуанетта веселится и флиртует со своим любовником. Король, недовольный уходит. В рабочем кабинете министр финансов Жак Неккер докладывает королю, что помощь в американской войне и постоянные займы привели Францию к финансовому кризису. В это время Мария-Антуанетта очередной раз проигрывает в карты огромные суммы денег и со смехом обещает, что её задолженность покроет король.
1789 год. Версаль. Людовик XVI для решения вопроса о выходе из финансового кризиса созывает Генеральные штаты с представительством всех трёх сословий французской нации. Обсуждение заходит в тупик. Третье сословие собирается отдельно и к нему присоединяется первое сословие — духовенство. Второе сословие — дворянство не присоединяется. Умирает старший сын короля Луи-Жозеф и объявляется траур. Зал заседаний Генеральных штатов закрыт. В это время третье сословие провозглашает себя Национальным учредительным собранием. Не понимая, почему закрыт зал заседаний, представители решают заседать в зале для игры в мяч и приносят общую клятву не расходиться до тех пор, пока во Франции не будет установлена конституция.
1790 год. Людовик XVI и Мария-Антуанетта принуждены жить в Париже.
1791 год. Людовик XVI и Мария-Антуанетта неудачно пытаются бежать в Австрию.
1792 год. Французское революционное правительство объявляет войну Австрии. Начало Французских революционных войн, война первой коалиции.

### Часть вторая: «Годы Ужаса»
Годы ужаса охватывают события 1792—1794 годов — революционный террор. В ней отображены перипетии истории, связанные со смертью на гильотине Людовика XVI, Марии-Антуанетты, Дантона, Демулена, Робеспьера… Франция, 1792 год — страна охвачена войной. Пруссаки в союзе с австрийцами наносят французским войскам серьёзные поражения. 10 августа 1792 года: батальоны федератов, созванных со всех провинций Франции для защиты столицы, штурмуют дворец Тюильри при поддержке народа Парижа. Королевская семья пытается найти убежище в Национальном Собрании. В тот же день депутаты лишают короля полномочий главы исполнительной власти. 13 августа 1792 года: король вместе с семьёй интернирован по приказу восставшей Парижской коммуны и заточён в Тампле.
Фильм заканчивается казнью Робеспьера 28 июля 1794 года.

## В ролях
- Клаус Мария Брандауэр — Жорж Дантон (озвучка — Бернар Мюра)
- Анджей Северин — Максимильен Робеспьер
- Жан-Франсуа Бальмер — король Людовик XVI
- Джейн Сеймур — королева Мария-Антуанетта (озвучка — Беатрис Дельф)
- Питер Устинов — Оноре де Мирабо (озвучка — Роже Карель)
- Франсуа Клюзе — Камиль Демулен
- Витторио Меццоджорно — Жан-Поль Марат (озвучка — Мишель Винье)
- Клаудиа Кардинале — мадам де Полиньяк
- Сэм Нилл — Лафайет (озвучка — Пьер Ардити)
- Жорж Коррафас — Жак Эбер
- Кристофер Томпсон — Луи де Сен-Жюст
- Раймон Жером — Жак Неккер
- Брюс Майерс — Жорж Кутон (озвучка — Марк де Жоржи)
- Кристофер Ли — Шарль Анри Сансон
- Мишель Дюшоссуа — Жан Сильвен Байи
- Массимо Джиротти — посланник папы
- Мишель Галабрю — аббат Мори
- Филиппин Леруа-Больё — Шарлотта Корде
- Серж Дюпир — Жак Никола Бийо-Варенн
- Мари Бюнель — Люсиль Демулен
- Габриэль Лазур — мадам де Ламбаль
- Сади Реббо — председатель муниципального совета
- Андре Перверн — граф д’Артуа
- Жак Цирон — доктор Гильотен
- Ив Бенейтон — Фукье-Тенвиль
- Жан Боссьери — герцог де Шуазель
- Жан-Мари Лемар — Лазар Карно
- Жоффрей Тибо — Поль Баррас
- Ганс Цишлер — Иоганн Вольфганг Гёте
- Шон Флинн — дофин

## Реакция на фильм
В общем фильм рассматривается как исторически достоверный. Некоторые критики указывают на то, что фильм пострадал из-за своей нейтральности, что привело к недостатку точек зрения и некоторым расхождениям. Первая часть, где показаны политические переговоры, подверглась критике за разветвления сюжета. Вторая часть рассматривается как более захватывающая и драматичная. Жан-Франсуа Бальмер удостоился большой похвалы за свой вызывающий симпатии образ короля Людовика XVI, а Анджей Северин был очень убедителен в роли Робеспьера. Северин ранее уже соприкасался с историей революции, снявшись в фильме «Дантон» (1983) в роли Франсуа Луи Бурдона.
Фильм не собрал больших кассовых сборов во Франции, так как празднования годовщины революции не привлекли внимания широкой аудитории.